# Důl v Pyhäsalmi
Důl v Pyhäsalmi (Pyhäsalmijský důl, finsky Pyhäsalmen kaivos, anglicky Pyhäsalmi Mine) je nejhlubším činným dolem na těžbu kovových rud v Evropě (1 444 m). Nachází se v Pyhäsalmi na území obce Pyhäjärvi ve finské provincii Severní Pohjanmaa. Je vlastněn kanadskou společností Inmet Mining. Těží se zde měď a zinek.

## Historie
V roce 1958 zde byly objeveny zásoby rudy při konstrukci studny. Byl doručen vzorek ocelářské společnosti Outokumpu k analýze a bylo započato detailnější geologické zkoumání. Výsledky ukázaly, že oblast je velmi bohatá na minerály a proto bylo v roce 1959 rozhodnuto o otevření nového dolu. To se stalo po letech stavebních prací 1. března 1962. Těžit se však začalo až v roce 1967. V roce 1975 byla těžba zastavena, aby se důl ještě prohloubil. Takzvaná „šachta Olli“ byla dokončena v roce 1985 (hloubka 730 m). Byla objevena nová ruda a roku 1996 dosáhl důl hloubky 1 050 m. Poté byla vystavěna nová šachta „Timo“ za účelem objevení dalších zásob (1440 m). Její výstavba byla dokončena v roce 2001.